# Procryptocerus gracilis
Procryptocerus gracilis är en myrart som först beskrevs av Smith 1858.  Procryptocerus gracilis ingår i släktet Procryptocerus och familjen myror. Inga underarter finns listade i Catalogue of Life.